# Entephria abruzzensis
Entephria abruzzensis là một loài bướm đêm trong họ Geometridae.